# Luigi Pellanda
Luigi Pellanda (Crodo, 1885 – Domodossola, 1961) è stato un presbitero e storico italiano.

## Biografia
Venne ordinato presbitero nel 1908 e iniziò la sua attività prima come coadiutore e poi come parroco a Varzo e a Domodossola, città della quale fu arciprete.
In gioventù fu pioniere del motociclismo, dell'utilizzo educativo del cinema e cultore del canto gregoriano.
Fu studioso di papa Innocenzo IX e di storia locale domese.
Durante gli anni della II guerra mondiale fu testimone diretto degli eventi della Repubblica dell'Ossola, ponendosi come mediatore tra i nazifascisti e i partigiani. La sua opera L'Ossola nella tempesta è tra le fonti più importanti per ricostruire la storia del periodo.
Dal 1957 al 1962 fu parroco a Oira di Crevoladossola.